# Саут-Кінгстаун (Род-Айленд)
Саут-Кінгстаун (англ. South Kingstown) — місто (англ. town) в США, в окрузі Вашингтон штату Род-Айленд. Населення — 31 931 особа (2020).

## Демографія
Згідно з переписом 2010 року, у місті мешкало 30 639 осіб у 10 316 домогосподарствах у складі 6639 родин. Було 13218 помешкань
Расовий склад населення:
| - 90,9 % — білих - 2,7 % — азіатів - 2,2 % — чорних або афроамериканців - 1,2 % — корінних американців |

До двох чи більше рас належало 2,2 %. Частка іспаномовних становила 2,8 % від усіх жителів.
За віковим діапазоном населення розподілялося таким чином: 17,7 % — особи молодші 18 років, 68,6 % — особи у віці 18—64 років, 13,7 % — особи у віці 65 років та старші. Медіана віку мешканця становила 35,7 року. На 100 осіб жіночої статі у місті припадало 90,5 чоловіків;  на 100 жінок у віці від 18 років та старших — 86,9 чоловіків також старших 18 років.
Середній дохід на одне домашнє господарство  становив 103 836 доларів США (медіана — 80 407), а середній дохід на одну сім'ю — 124 731 долар (медіана — 105 292). Медіана доходів становила 63 202 долари для чоловіків та 54 729 доларів для жінок. За межею бідності перебувало 9,1 % осіб, у тому числі 8,4 % дітей у віці до 18 років та 5,6 % осіб у віці 65 років та старших.
Цивільне працевлаштоване населення становило 15 026 осіб. Основні галузі зайнятості: освіта, охорона здоров'я та соціальна допомога — 30,5 %, мистецтво, розваги та відпочинок — 15,1 %, роздрібна торгівля — 10,2 %, науковці, спеціалісти, менеджери — 9,8 %.